# Felsuma madagaskarská
Felsuma madagaskarská (Phelsuma madagascariensis) je největším zástupcem rodu felsuma, který zahrnuje přibližně 50 druhů stromových gekonů. Felsuma madagaskarská žije v pralesích Madagaskaru, odkud pravděpodobně pochází celý rod. Stejně jako ostatní gekoni, se i felsuma madagaskarská živí hmyzem a ostatními bezobratlými. Nepohrdne ale ani přezrálým ovocem a nektarem z květů. Je velice oblíbená mezi chovateli, protože se snadno množí a není náročná na chov. Dělí se na tři poddruhy.

## Taxonomie
Felsuma madagaskarská se dělí na tři poddruhy:
- Phelsuma madagascariensis madagascariensis
- Phelsuma madagascariensis kochi
- Phelsuma madagascariensis boehmei

Phelsuma grandis, dříve považovaná za poddruh felsumy madagaskarské (jako Phelsuma madagascariensis grandis), byla na základě genetických studií z let 2007 a 2010 překlasifikována na samostatný druh.

## Vzhled
Samec dorůstá délky okolo třiceti centimetrů, samička je o něco menší (25 cm). Kůže felsumy je světle zelená s červenými puntíky. Barva břicha je bíložlutá. Jejich intenzita záleží na jedinci a hlavně na poddruhu. Felsuma madagaskarská patří stejně jako ostatní felsumy mezi šplhavé gekony, tudíž má na spodní straně prstů příchytné lamely, pomocí nichž se dokáže přichytit i na kluzkých površích, například na skle. Zornička je kulatá, protože jsou felsumy na rozdíl od ostatních gekonů aktivní převážně ve dne. Jako většina gekonů nemají také víčka, takže si oko čistí tak, že si ho jazykem olíznou. Samice mívají po stranách hlavy vaky, ve kterých mají uložené zásoby vápníku pro tvorbu vejcí.

### Rozdíl mezi samcem a samicí
Samec je obecně větší a pestřeji zbarvený než samice. Hlavní rozdíl, podle kterého poznáte samce, jsou pohlavní orgány hemipenisy, umístěné v páru pod kloakou (společné ústí trávicí, vylučovací a pohlavní soustavy). Dalším znakem je rozšířený kořen ocasu a preanální póry (vyústění kožních žláz v okolí kloaky). Samice jsou menší než samci a jsou více nenápadné. Samičí pohlavní ústrojí obsahuje vejcovod, kde jsou uložena vajíčka a vejcovod, který vede spermie k vajíčkům nebo naopak vajíčka ven. Vejcovod ústí do kloaky. Tyto rozdíly se poznají většinou až v jedno roce, kdy felsumy dospívají.

## Výskyt

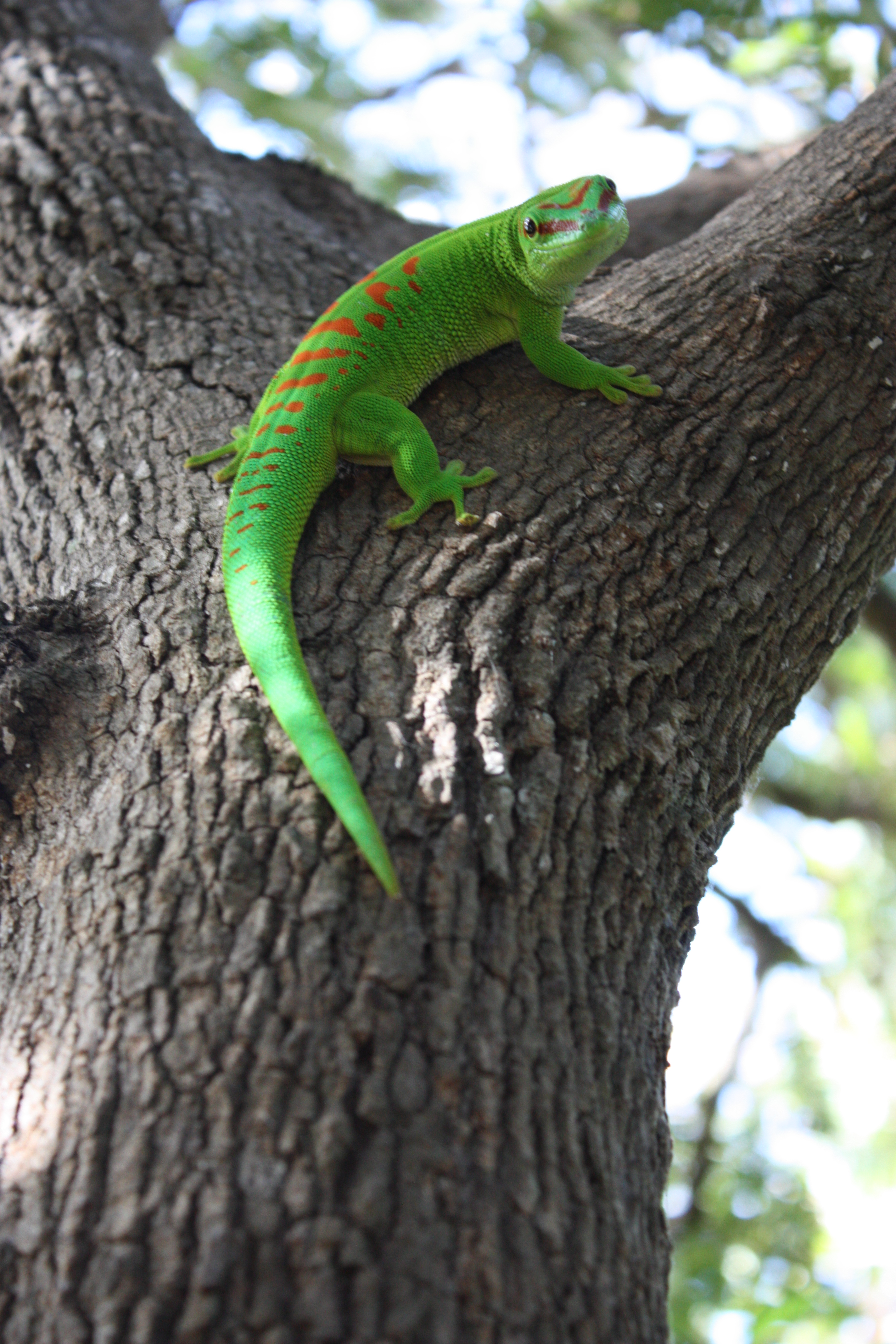
felsuma madagaskarská v přírodě

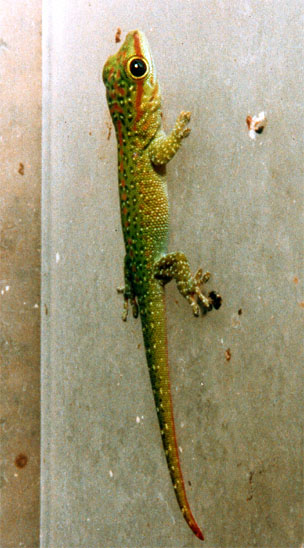
mládě felsumy madagaskarské

Felsumy madagaskarské se vyskytují, jak název napovídá, na ostrově Madagaskar v Indickém oceánu. Jelikož je Madagaskar na rovníku, panuje zde tropické klima. Felsumy madagaskarské patří mezi nejrozšířenější a na prostředí nejnenáročnější zástupce rodu. Obývají pralesy, ale zasahují i do zahrad a domů. Jsou přizpůsobené k životu na stromech.

## Potrava
Felsuma madagaskarská se živí hmyzem a jinými bezobratlými. Výjimečně loví také malé hlodavce. Felsuma loví tak, že čeká před kořistí a pomalu se přibližuje. Z dostatečné vzdálenosti skočí po kořisti a chňapne. Kromě živé potravy felsuma líže nektar z květů a přezrálého ovoce.

## Chování
Felsuma madagaskarská je stejně jako ostatní felsumy silně teritoriální, proto se samci nesnesou společně na jednom místě. Většinou žijí felsumy v párech, které spolu vydrží po celý život(+,- 10 let). Jejich teritorium je celý strom. Někdy toto pravidlo neplatí, zvlášť u velkých stromů, že na něm žije více páru pohromadě a vzájemně se mezi sebou páří. Samec samici může pokousat, udržuje si tak její poslušnost. Zranění ale nebývají nijak nebezpečná, kůže felsum se rychle hojí. Felsumy také mění tmavost kůže podle nálady. Ve stresu felsumě ztmavne kůže. To se ale stává i před jejím svlékáním.

## Rozmnožování
Období rozmnožování trvá od listopadu do května. Samec nejprve dělá na samičku dojem a když svolí, proběhne páření. Po páření zůstává samička nějakou dobu gravidní, až vajíčka naklade. Mají většinou podobu dvojvajíčka, tj. jsou to 2 spojená vajíčka k sobě. Taková dvojvajíčka může za rok naklást až 6 x. Vajíčka ale samice naklade i tehdy, když není oplodněná. Klade je ale méně často a nepravidelně. Vajíčka samice většinou lepí na kůru stromů, v zajetí na sklo. V tom případě se nesmí od povrchu odtrhnout, aby se nezničila. Také ale vajíčka naklade mezi listy nebo ve skulinách větví. Samička má většinou místo, kam klade opakovaně. Mláďata se z vajíček líhnou podle teploty. Při teplotě 28 °C se líhnou za 60 - 65 dní a dospívají v jednom roce.